# Paul Vangenechten
Paul Vangenechten (Hoboken, 24 april 1941 - Edegem, 8 augustus 2006) was een Belgische voetballer die speelde als verdediger. Hij voetbalde in de Eerste klasse bij KSK Beveren.
Vangenechten, opgeleid bij Beerschot VAV, belandde begin de jaren 60 bij eersteprovincialer Gerda Sint-Niklaas. In 1966 kwam hij bij tweedeklasser KSK Beveren terecht. In zijn eerste seizoen had Paul geen basisplek, maar vanaf 1967 was hij dertien seizoenen lang niet weg te denken uit het elftal. In Eerste klasse speelde hij 362 wedstrijden en in de Beverse glorieperiode kreeg hij in binnen- en buitenland veel aandacht, omdat hij het voetballen combineerde met een job als brandweerman. Bovendien was hij reeds 37 jaar oud in het kampioenenjaar 1979. In 1980 vertrok hij naar KSV Temse, waar hij speler-trainer werd. Later was hij ook assistent-coach bij Berchem Sport. In de zomer van 2006 overleed Paul op 65-jarige leeftijd na een slepende ziekte.
Paul Vangenechten vierde zijn afscheid bij KSK Beveren met een galawedstrijd tegen het prestigieuze FC Barcelona, dat met al zijn vedetten naar de Freethiel afzakte: Allan Simonsen, Carles Rexach, Manolo, Martinez, Ramirez, Esteban, Landaburu, De La Cruz, Costas, Ramos en doelman Llangostera.

## Palmares

### KSK Beveren
- Eerste klasse (1): 1978–79
- Tweede klasse (2): 1966–67, 1972–73
- Beker van België (1): 1978
- Belgische Supercup (1): 1979